# Kamionka (gromada w powiecie sieradzkim)
Kamionka – dawna gromada, czyli najmniejsza jednostka podziału terytorialnego Polskiej Rzeczypospolitej Ludowej w latach 1954–1972.
Gromady, z gromadzkimi radami narodowymi (GRN) jako organami władzy najniższego stopnia na wsi, funkcjonowały od reformy reorganizującej administrację wiejską przeprowadzonej jesienią 1954 do momentu ich zniesienia z dniem 1 stycznia 1973, tym samym wypierając organizację gminną w latach 1954–1972.
Gromadę Kamionka z siedzibą GRN w Kamionce utworzono 1 lipca 1968  w powiecie sieradzkim w woj. łódzkim z obszarów zniesionych gromad: Grabówka (bez kolonii Andrzejówka, wsi i parceli Gronówek, wsi Biadaczew i wsi Wolnica Grabowska), Niechmirów (bez wsi i osady młyńskiej Jarocice oraz kolonii Waszkowskie)  i Stolec (bez wsi Dąbrowa Miętka, kolonii Niwa i kolonii Struga) w tymże powiecie.
Gromada przetrwała do końca 1972 roku, czyli do kolejnej reformy gminnej.